# Bambao Mtrouni
Pour les articles homonymes, voir Bambao.
Bambao est une commune de l'île d'Anjouan aux Comores.

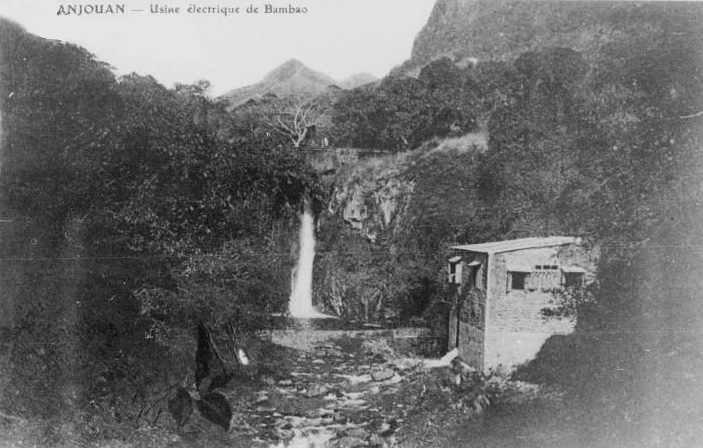
« Usine électrique de Bambao » (début du XX), chute de Tratringa

Ladaenti Houmadi est élue maire de Bambao Mtrouni en 2015.